# Ланкастер (округ, Вірджинія)
Шаблон:StateAbbr_ 37°43′ пн. ш. 76°25′ зх. д. / 37.71° пн. ш. 76.41° зх. д.
Округ  Ланкастер (англ. Lancaster County) — округ (графство) у штаті  Вірджинія, США. Ідентифікатор округу 51103.

## Демографія
За даними перепису 2000 року загальне населення округу становило 11567 осіб, усе сільське. Серед мешканців округу чоловіків було 5374, а жінок — 6193. В окрузі було 5004 домогосподарства, 3412 родин, які мешкали в 6498 будинках. Середній розмір родини становив 2,71.
Віковий розподіл населення поданий у таблиці:
| Стать    | До 15 років | 15-21 | 22-29 | 30-39 | 40-49 | 50-65 | 65-85 | Понад 85 |
| -------- | ----------- | ----- | ----- | ----- | ----- | ----- | ----- | -------- |
| Чоловіки | 942         | 408   | 258   | 521   | 720   | 1114  | 1284  | 127      |
| Жінки    | 817         | 376   | 335   | 604   | 827   | 1350  | 1562  | 322      |

## Суміжні округи
- Нортамберленд — північ
- Міддлсекс — південь, південний захід
- Ричмонд — північний захід

## Виноски
1. ↑  U.S. Decennial Census. United States Census Bureau. Архів оригіналу за 19 липня 2018. Процитовано 3 січня 2014.
2. ↑  Historical Census Browser. University of Virginia Library. Архів оригіналу за 11 серпня 2012. Процитовано 3 січня 2014.
3. ↑  Population of Counties by Decennial Census: 1900 to 1990. United States Census Bureau. Архів оригіналу за 15 грудня 2013. Процитовано 3 січня 2014.
4. ↑  Census 2000 PHC-T-4. Ranking Tables for Counties: 1990 and 2000 (PDF). United States Census Bureau. Архів оригіналу (PDF) за 18 грудня 2014. Процитовано 3 січня 2014.
5. ↑  State & County QuickFacts. United States Census Bureau. Архів оригіналу за 7 червня 2011. Процитовано 3 січня 2014.(англ.) Наведено за англійською вікіпедією.
6. ↑  American FactFinder. Бюро перепису населення США. Архів оригіналу за 26 лютого 2012. Процитовано 31 січня 2008.

| США | Це незавершена стаття з географії США. Ви можете допомогти проєкту, виправивши або дописавши її. |